# 贡山棕榈
贡山棕榈（学名：Trachycarpus princeps）是中国中南部特有的一种棕榈。它生长在海拔1500-1900米的萨尔温江河谷季风雨林的石灰岩悬崖和山脊顶部。这个绰号在拉丁语中是“王子”的意思，暗指“这棵棕榈树的庄严举止，以及它从陡峭的悬崖峭壁上俯瞰的庄严方式”。